# Ходж, Джеймс
Джеймс Ходж (англ. James Hodge; 5 июля 1891 — 2 сентября 1970) — шотландский футболист, выступавший на позиции хавбек.

## Футбольная карьера
Начал карьеру в клубе своего родного города, «Стенхаусмюир». В мае 1910 года перешёл в английский «Манчестер Юнайтед». Вначале выступал за резервную команду. В основном составе «Юнайтед» дебютировал 17 апреля 1911 года в матче против «Уэнсдей», выйдя на поле на позиции правого хавбека. В следующем сезоне вновь играл за резервную команду, но с февраля 1912 года стал привлекаться к матчам первой команды, сыграв 10 матчей на позиции флангового хавбека. В сезоне 1913/14 был игроком основного состава, сыграв 29 матчей во всех турнирах. В сезоне 1914/15 его вытеснил из основного состава родной брат, Джон. В основном составе клуба Джеймс провёл пять «довоенных» сезонов, после чего официальные турниры были прерваны в связи с войной. Принимал участие в боевых действиях, был артиллеристом. После окончания войны вернулся в «Манчестер Юнайтед», отыграв ещё один сезон за клуб, выступая на позициях в нападении, и забил два мяча. Всего с 1911 по 1919 год провёл за «Юнайтед» 86 матчей и забил 2 мяча.
В декабре 1919 года за 1500 фунтов был продан в клуб «Миллуолл Атлетик», за который выступал до 1922 года. Впоследствии играл за «Норвич Сити» и «Саутенд Юнайтед».
Родной брат Джеймса, Джон, также играл за «Манчестер Юнайтед». Братья вместе выступали за клуб до войны, с 1913 по 1915 год.

## Статистика выступлений
| Клуб              | Сезон            | Лига | Лига | Кубок | Кубок | Итого | Итого |
| Клуб              | Сезон            | Игры | Голы | Игры  | Голы  | Игры  | Голы  |
| ----------------- | ---------------- | ---- | ---- | ----- | ----- | ----- | ----- |
| Манчестер Юнайтед | 1910/11          | 2    | 0    | 0     | 0     | 2     | 0     |
| Манчестер Юнайтед | 1911/12          | 10   | 0    | 0     | 0     | 10    | 0     |
| Манчестер Юнайтед | 1912/13          | 19   | 0    | 5     | 0     | 24    | 0     |
| Манчестер Юнайтед | 1913/14          | 28   | 0    | 1     | 0     | 29    | 0     |
| Манчестер Юнайтед | 1914/15          | 4    | 0    | 1     | 0     | 5     | 0     |
| Манчестер Юнайтед | 1919/20          | 16   | 2    | 0     | 0     | 16    | 2     |
| Манчестер Юнайтед | Итого            | 79   | 2    | 7     | 0     | 86    | 2     |
| Миллуолл          | 1920/21          | 17   | 1    | 0     | 0     | 17    | 1     |
| Миллуолл          | Итого            | 17   | 1    | 0     | 0     | 17    | 1     |
| Норвич Сити       | 1921/22          | 15   | 0    | 0     | 0     | 15    | 0     |
| Норвич Сити       | 1922/23          | 36   | 1    | 4     | 0     | 40    | 1     |
| Норвич Сити       | Итого            | 51   | 1    | 4     | 0     | 55    | 1     |
| Саутенд Юнайтед   | 1923/24          | 18   | 0    | 3     | 0     | 21    | 0     |
| Саутенд Юнайтед   | Итого            | 18   | 0    | 3     | 0     | 21    | 0     |
| Всего за карьеру  | Всего за карьеру | 165  | 4    | 14    | 0     | 179   | 4     |